# Kamo (Niigata)
Kamo (jap. 加茂市, -shi) ist eine Stadt im Landesinneren der Präfektur Niigata auf Honshū, der Hauptinsel von Japan.

## Geographie
Kamo liegt südlich von Niigata und nördlich von Nagaoka.

## Geschichte
Die Stadt Kamo wurde am 10. März 1954 aus den ehemaligen Gemeinden Kamo und Shimojo gegründet.

## Verkehr
- Zug:
  - JR-Shinetsu-Linie
- Straße:
  - Nationalstraße 290,403

## Söhne und Töchter der Stadt
- Hayata Bunzō (1874–1934), Botaniker
- Hirohiko Izumida (* 1962), Politiker

## Angrenzende Städte und Gemeinden

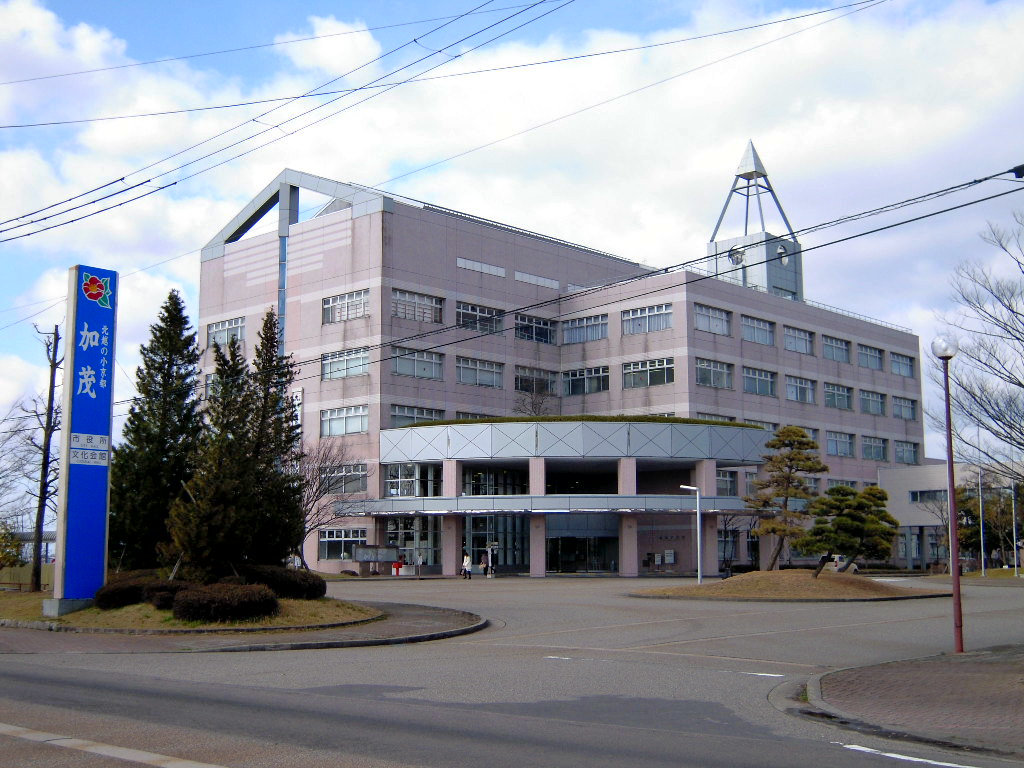
Rathaus

- Sanjō
- Niigata
- Gosen